# Topas (Zauberkünstler)
Topas (* 20. Juli 1972 in Stuttgart-Plieningen als Thomas Fröschle) ist ein deutscher Zauberkünstler. Er ist zweifacher Weltmeister der Manipulation.

## Biografie
Topas begann mit der Zauberei im Alter von sieben Jahren. Als Zehnjähriger zauberte Topas 1982 im renommierten Magischen Zirkel Stuttgart vor: Er holte Karten aus der Luft und fügte ein zerschnittenes Seil wieder zusammen. Topas führte schon mehrmals seine Zauberei im Nikolaus-Cusanus-Haus in Stuttgart-Birkach vor.
1986 wurde Topas als jüngstes Mitglied in den Magischen Zirkel aufgenommen und bestand im Oktober seinen ersten Auftritt bei einem Zauberwettbewerb. Beim Zauberkongress in Brüssel belegte er den 1. Platz in der Sparte Junioren als 14-Jähriger mit der höchsten Punktzahl aller Wettbewerbsteilnehmer.
Mit einer Manipulations-Darbietung mit Brillen und Glocken wurde er Deutscher Jugendmeister beim Jahreskongress des Magischen Zirkels 1987 in Hamburg. Im selben Jahr startete er bei den Internationalen Österreichischen Meisterschaften in Krems und wurde Gesamtsieger – in der Gruppe der Erwachsenen. Der Preis brachte ihm ein zehntägiges Engagement im Theater an der Wien ein, wo er mit international bekannten Weltstars auftrat (u. a. mit Paul Daniels).
Nach verschiedenen Auftritten in Europa begann er eine USA-Tournee, bei der er unter anderem in „The Magic Castle“ in Los Angeles auftrat. Im gleichen Jahr hatte er sein erstes Monatsengagement im damaligen Stuttgarter Varieté auf dem Killesberg.
Am 18. Juli 2010 feierte Topas zusammen mit seiner Partnerin Roxanne mit einer großen Jubiläumsshow sein 25-jähriges Bühnenjubiläum im Schauspielhaus Stuttgart. In der gut dreistündigen Show wirkten Max Maven, Sascha Lien, Helge Thun und Eric Gauthier als Gäste mit.
Topas wohnt in Ostfildern.

## Wettbewerbe
Im Jahr 1988 gewann er bei den alle drei Jahre stattfindenden FISM-Weltmeisterschaften in der Sparte „Manipulation“ einen zweiten Platz (ein erster Platz wurde bei dem Wettbewerb nicht vergeben). Bei den Deutschen Meisterschaften in Wolfsburg 1990 erzielte er den ersten Platz und die punkthöchste Darbietung des gesamten Wettbewerbs. Im Frühjahr 1991 wurde er zum Grand Prix Magiques de Monte-Carlo in Monaco engagiert und er erhielt dort die Auszeichnung „Goldener Zauberstab“ in einer festlichen Zeremonie von Prinzessin Stéphanie von Monaco überreicht. Bei den Weltmeisterschaften in Lausanne gewann er mit 18 Jahren den 1. Preis in der Sparte „Manipulation“ und wurde damit jüngster Preisträger der Zaubergeschichte bei Weltmeisterschaften.

## Preise und Auszeichnungen
- Creativity & Artistic Vision Special Award, verliehen von der FISM bei den Weltmeisterschaften in Québec, Kanada 2022
- Magician of the Year 2010, verliehen von der Academy of Magical Arts in Hollywood[1]
- Hamburger Comedypokal 2010
- Kleinkunstpreis Baden-Württemberg 2007
- llusionist of the Year St. Louis / USA 2004
- LFK-Medienpreis 2003 für Topas und Andi Kraus
- Erster Platz in der Sparte „Manipulation“ bei den FISM-Weltmeisterschaften (Lausanne) und wird damit jüngster Preisträger der Zaubergeschichte bei Weltmeisterschaften 1991
- Die Stadt Stuttgart veranstaltete 1991 den Deutschen Varietépreis „Junges Varieté“. Topas erhielt die Auszeichnung für die beste innovative Darbietung.
- Goldener Zauberstab 1991
- Erster Platz bei den Deutschen Meisterschaften in Wolfsburg 1990
- Zweiter Platz in der Sparte „Manipulation“ bei den FISM-Weltmeisterschaften (der erste Platz wurde nicht vergeben) 1988
- Deutscher Jugendmeister 1987 in Manipulation beim Jahreskongress des Magischen Zirkels in Hamburg
- Erster Platz in der Sparte „Junioren“ beim Zauberkongress in Brüssel 1986